# Игры без границ
«Игры без границ» — спортивно-развлекательное шоу на ТНТ и Матч ТВ.

## История
Идея этого проекта зародилась ещё почти год назад, а в начале 2024 года проводился кастинг, в котором могут участвовать в возрасте от 25 до 35 лет. В этом шоу участвуют спортсмены из России и восьми стран мира, включая Белоруссию, Казахстан, Узбекистан, Бразилию, США, Китай, Индию и Иран. Их цель — пройти разные и необычные испытания. Среди 64 атлетов 16 из них выступают из России.
Игра состоит из трёх этапов: отборочного, полуфинального и финального. В финале останутся только две пары участников, которые будут бороться за главный приз — 10 000 000 рублей.